# Велика національна ложа Польщі
Велика національна ложа Польщі (пол. Wielka Loża Narodowa Polski; WLNP) — традиційна масонська ложа, що діє в Польщі, поряд з Великим Сходом Польщі та Le Droit Humain. Використовує ритуали стародавнього та прийнятого шотландського обряду. WLNP базує свій патент на Великій ложі Англії.
WLNP не визнає та не підтримує офіційних відносин ні з ліберальним масонством (через відмову від вимоги віри в Бога як Великого Архітектора Всесвіту), ні змішаним масонством (також через визнання жінок).
Велика національна ложа Польщі є асоціацією, зареєстрованою під номером KRS 0000113318.

## Історія
Велика національна ложа Польщі брала активну участь у підготовці травневого перевороту 1926 року, формувала громадську думку та пропагувала погляд на необхідність повернення польській державі активної та творчої ролі маршала Пілсудського. Анджей Струг, як великий магістр або голова вищих рівнів шотландського обряду, мав кілька розмов з Юзефом Пілсудським .
Довоєнні великі магістри :
- 1920—1922 Рафал Радзивілович
- 1922—1923 Анджей Струг
- 1924 Станіслав Стемповський
- 1925 Вітольд Луневський
- 1926—1928 Станіслав Стемповський
- 1928—1931 Ян Мазуркевич
- 1931—1934 Мечислав Вольфке
- 1934—1937 Вітольд Луневський
- 1937—1938 Мар'ян Понікевський

## Великі магістри WLNP
- (1991—1994) Тадеуш Глівіч
- (1994—1999) Януш Мацеєвський
- (2000—2003) Тадеуш Цегельський
- (2003—2006) Ришард Сіцінський
- (2006—2012) Марек Злотек-Злоткевич
- (2012—2015) Александер Калиновський
- (з 2015) Яцек Клочек